# Rivière Wessonneau Nord
Pour les articles homonymes, voir Wessonneau.
La rivière Wessonneau nord (ancienne appellation : Rivière North Branch) est un affluent de la rivière Wessonneau, dans la ville de La Tuque, dans la région de la Mauricie, au Québec, au Canada.
Depuis le milieu du XIXe siècle, la foresterie a été la principale activité économique de ce secteur. Au XXe siècle, les activités récréo-touristiques ont été mis en valeur. La surface de l'eau est normalement gelée de novembre à avril ; néanmoins, la circulation sécuritaire sur la glace se fait habituellement de la mi-décembre à la fin mars.

## Géographie
La rivière Wessonneau nord est située à l'ouest de la rivière Saint-Maurice, au sud de la rivière aux Rats et au nord-ouest de la rivière Wessonneau. Les bassins versants voisins de la rivière Wessonneau nord sont :
- au nord : bassin du lac du Pasteur, dont la décharge coule vers le nord pour aller se jeter dans la rivière aux Rats ;
- au nord-ouest : rivière Bellavance (un affluent de la rivière aux Rats et son affluent la rivière Bellavance-Sud ;
- au sud et à l'ouest : rivière Wessonneau du Milieu, un affluent de la rivière Wessonneau Nord ; et le ruisseau Campbell, un affluent de la rivière Wessonneau du milieu ;
- à l'ouest : ruisseau Thifault qui descend vers la rivière Livernois ;
- à l'est ; (partie supérieure) versants du lac Maluron et du lac aux Pierres ; (partie inférieure) décharge du lac Cutaway et ruisseau Bouchard.

Dans son parcours la rivière Wessonneau nord traverse plusieurs lacs, notamment : lac Sauvage, lac Rameau, un lac sans nom et le lac à Black. À partir du lac à Black, la rivière coule dans le territoire de la zec Wessonneau.
Le lac Dargis (altitude de 410 m) constitue le principal plan d'eau de tête de la rivière Wessonneau Nord. Ce plan d'eau très difforme draine plusieurs petits lacs montagneux à proximité. Les montagnes du côté sud du lac sont la ligne de départage des eaux avec le versant géographique de la rivière Wessonneau du Milieu, dont les principaux plans d'eau de tête sont : lac Montréal, Nelson, Sauvageau, Thomas et Geoffrion.
Parcours en aval du lac Dargis
L'embouchure du lac Dargis est situé du côté nord au fonds d'une baie de 0,9 km. De là, le courant se dirige vers le nord-est sur 1,25 km pour aller se déverser dans le lac Sauvage (altitude de 400 m). Le courant traverse ce lac sur 0,5 km jusqu'à son embouchure situé au sud-est.
Puis la rivière Wessonneau nord descend vers le sud-est, sur 4,7 km pour aller se déverser du côté est du lac Rameau (long de 1,2 km ; altitude de 398 m) que le courant traverse sur 1,1 km. L'embouchure du lac est situé du côté nord. De là, la rivière coule sur 1,2 km vers le nord-est jusqu'à la décharge (provenant du nord-ouest) d'une série de lacs dont les lacs Rémi (altitude de 444 m), David (altitude : 451 m), Patate (altitude : 437 m), Vitamine (altitude : 432 m) et un lac sans nom (altitude : 431 m). Dans ce secteur, la rivière traverse une vaste zone humide situé au nord-est du lac Rameau et au sud-ouest de Lac du Collet.
À partir de cette décharge, la rivière contourne le sud du lac du Collet en se dirigeant vers l'est sur 3,1 km (en suivant le courant) en formant plusieurs petits serpentins pour aller récupérer les eaux de la décharge (altitude de 396 m) du lac du Collet.
Parcours en aval du lac du Collet
Le segment suivant de 0,85 km vers le sud-est permet d'atteindre la décharge du lac Camille, Expert et Joyce, venant du sud. Puis la rivière Wessonneau nord continue vers le nord-est sur un segment de 1,5 km où la rivière traverse un petit lac (long de 120 m) et un autre de 0,9 km qui constitue un élargissement artificiel de la rivière à cause d'un barrage à son embouchure.
En descendant la rivière, les segments suivants sont successivement :
- 2,2 km vers l'est jusqu'à la décharge d'un lac sans nom (altitude de 389 m) venant du nord ;
- 1,0 km vers le sud-est jusqu'à la décharge d'une petit lac sans nom (altitude : 386 m) venant du nord ;
- 2,1 km vers le sud-est jusqu'à la décharge du lac en Foin (altitude : 387 m), venant du sud ;
- 1,8 km vers le sud-est jusqu'à la décharge de deux petits lacs sans nom (altitude : 388 m), venant du nord ;
- 0,5 km vers le sud-est jusqu'à la décharge d'un petit lac sans nom (altitude de 370 m), venant du nord ;
- 1,5 km vers le sud-est jusqu'à la décharge d'un lac sans nom (altitude de 344 m), venant du sud ;
- 2,8 km vers le sud-est jusqu'à la décharge du lac Pousse-Mousse (altitude : 282 m), venant du sud-ouest.

Entre la zone de cette dernière décharge, la rivière Wessonneau nord s'oriente vers l'est en milieu humide, à travers les segments suivants :
- 1,4 km vers l'est jusqu'à la décharge d'un ruisseau venant du nord ;
- 1,5 km vers l'est jusqu'à la décharge d'un petit lac (altitude : 321 m) venant de l'est ;
- 2,7 km vers le nord (dont 1,8 km en zone humide), puis le nord-est, jusqu'à la rive est du lac à Black (long de 1,0 km ; altitude : 274 m.).

Parcours en aval du lac à Black
Le Lac à Black recueille les eaux :
- du nord, par une série de lacs notamment : Carouge (altitude : 281 m), Petit lac Bastien, lac Bastien et trois lacs sans nom ;
- de l'est, par une série de lacs dont le lac du Domaine (altitude : 302 m, lac au Foin (altitude : 276 m) et deux petits lacs sans nom.

Le courant traverse le lac à Black sur 1,0 km jusqu'à l'embouchure située au sud-est. De là, la rivière est plus large qu'en amont et descend successivement sur :
- 1,3 km, vers le sud-est jusqu'à la décharge du lac Gilles (altitude : 337 m) ;
- 2,2 km, vers le sud-est jusqu'à la décharge d'un petit lac sans nom (altitude : 400 m), venant du nord-ouest ;
- 4,8 km vers le sud-est jusqu'à l'embouchure de la rivière Wessonneau du Milieu, venant de l'ouest.

En aval de la décharge de la rivière Wessonneau du Milieu
Puis la rivière descend sur :
- 1,7 km vers le sud-est, en récupérant un petit ruisseau du côté sud, jusqu'à la décharge d'un lac sans nom (altitude : 244 m), situé en milieu humide du côté nord ;
- 2,3 km vers le sud-est jusqu'à la décharge d'un lac sans nom (altitude : 302 m), du côté nord ;
- 1,6 km jusqu'à la rive est de la rivière Wessonneau.

## Toponymie
Les toponymes lac Wessonneau, rivière Wessonneau, Zec Wessonneau, rivière Wessonneau du Milieu, rivière Wessonneau Nord et rivière Wessonneau sud"sont interreliés, ayant la même origine.
Le toponyme rivière Wessonneau nord" a été officialisé le 5 décembre 1968 à la Banque des noms de lieux de la Commission de toponymie du Québec.